# Qualificazioni al Campionato africano femminile di pallacanestro 2017
Le qualificazioni per il Campionato africano di pallacanestro femminile 2017 misero in palio sette posti per gli Campionati africani 2017 che si sono tenuti in Mali.

## Qualificate di diritto
Nazione ospitante:
 Mali
Grazie ai risultati della precedente edizione:
- Angola
- Camerun
- Senegal
- Nigeria

## Eliminatorie Zona I
| Squadra | P.ti | G | V | P | PF | PS | DP |
| ------- | ---- | - | - | - | -- | -- | -- |
| Tunisia | 0    | 0 | 0 | 0 | 0  | 0  | 0  |
| Marocco | 0    | 0 | 0 | 2 | 0  | 0  | 0  |

 Marocco ritirato.

## Eliminatorie Zona II
| Squadra    | P.ti | G | V | P | PF | PS | DP |
| ---------- | ---- | - | - | - | -- | -- | -- |
| Guinea     | 0    | 0 | 0 | 0 | 0  |    | 0  |
| Capo Verde | 0    | 0 | 0 | 0 | 0  | 0  | 0  |

 Capo Verde ritirato.

## Eliminatorie Zona III
| Squadra        | P.ti | G | V | P | PF  | PS  | DP  |
| -------------- | ---- | - | - | - | --- | --- | --- |
| Costa d'Avorio | 4    | 2 | 2 | 0 | 153 | 90  | +63 |
| Benin          | 0    | 2 | 0 | 2 | 90  | 153 | −63 |

## Eliminatorie Zona IV
| Squadra            | P.ti | G | V | P | PF  | PS  | DP  |
| ------------------ | ---- | - | - | - | --- | --- | --- |
| RD del Congo       | 2    | 2 | 1 | 1 | 117 | 105 | +12 |
| Rep. Centrafricana | 2    | 2 | 1 | 1 | 105 | 117 | −12 |

Wild card a  Rep. Centrafricana

## Eliminatorie Zona V
| Squadra | P.ti | G | V | P | PF  | PS  | DP  |
| ------- | ---- | - | - | - | --- | --- | --- |
| Egitto  | 6    | 4 | 4 | 0 | 345 | 262 | +78 |
| Kenya   | 2    | 4 | 1 | 3 | 267 | 271 | -4  |
| Uganda  | 2    | 4 | 2 | 2 | 227 | 306 | -79 |

## Eliminatorie Zona VI
| Squadra   | P.ti | G | V | P | PF  | PS  | DP   |
| --------- | ---- | - | - | - | --- | --- | ---- |
| Mozambico | 4    | 2 | 2 | 0 | 178 | 70  | +108 |
| Zimbabwe  | 0    | 2 | 0 | 2 | 70  | 178 | -108 |

## Eliminatorie Zona VII
Torneo non disputato.